# Isight

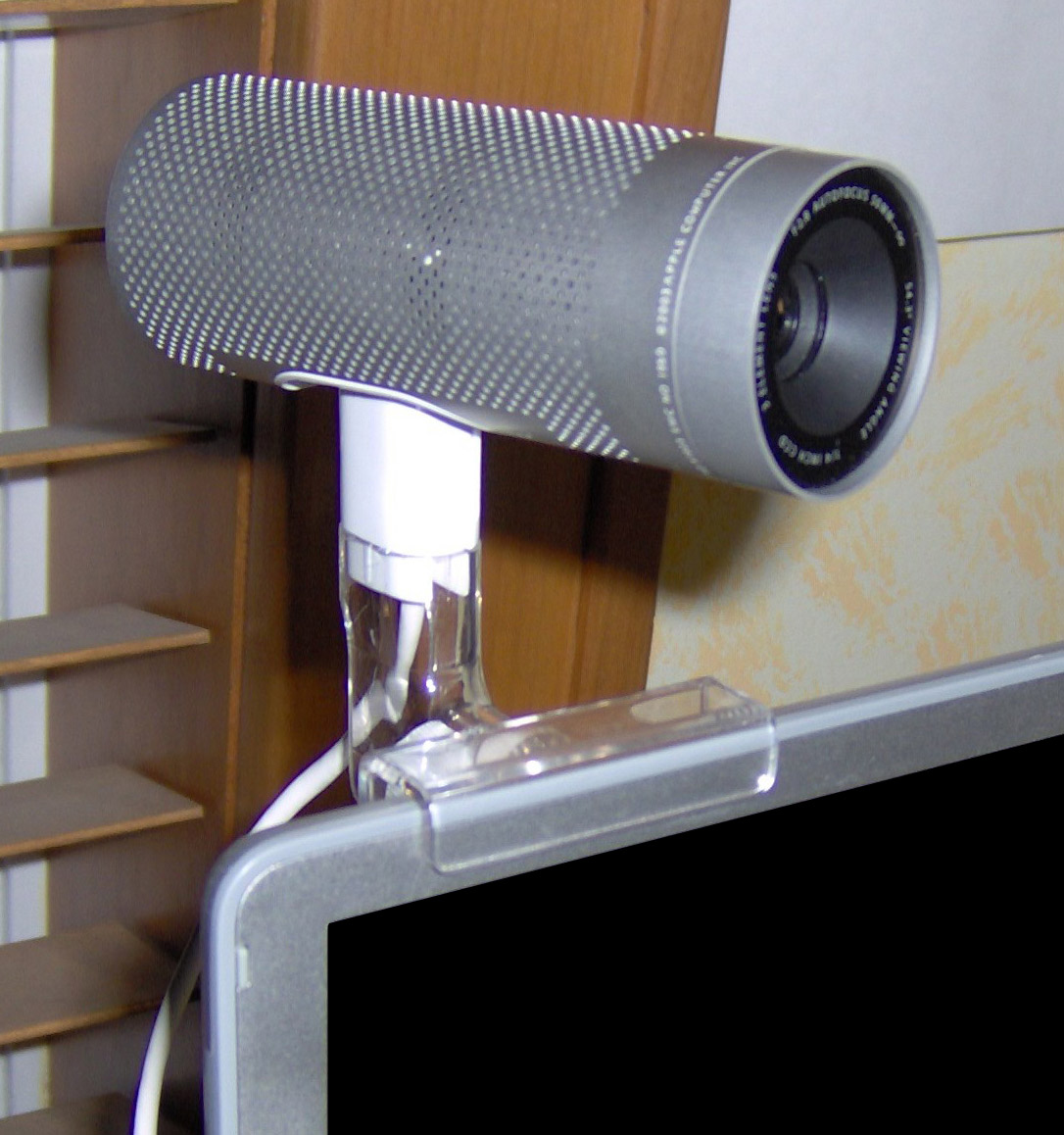
En Isight-kamera sittande på skärmen till en PowerBook

Isight, i kommersiellt bruk skrivet iSight, är en webbkamera utvecklad och såld av Apple Inc. Isight såldes för 149 dollar som en extern enhet som kopplas till en dator via Firewire och medföljer en samling hållare som man kan placera ovanpå en Apple-bildskärm, bärbar dator eller en allt-i-ett dator.
Apple presenterade Isight under 2003 års Worldwide Developers Conference för att användas med Ichat, Apples chattprogram. Imovie (version 4 och senare) kan också användas för att filma med kameran. Under april 2005 släppte Apple en firmwareuppdatering för Isight-kameran som återger förbättringar av ljudkvaliteten. 16 december 2006 var Isight inte längre till salu på Apple Store eller hos övriga återförsäljare. 

## Design
Isightens ¼-tum CCD-sensor har en maximal VGA-upplösning på 640×480 med 30 bilder per sekund.

## Inbyggd Isight
Apple använder också "Isight" som namn på de inbyggda kameror som numera finns i datormodellerna Imac, MacBook, MacBook Air och MacBook Pro. Isight finns även i Apples senaste LED Cinema Display. Isight finns nu för tiden också inbyggd på iPhones. 